# EON Productions
EON Productions — кинокомпания, известная благодаря постановке и производству серии фильмов о Джеймсе Бонде. Главный офис компании находится на улице Пикадилли в Лондоне. 

## История
Кинокомпания была основана в 1961 году кинопродюсерами Альбертом Р. Брокколи и Гарри Зальцманом. В 1975 году Зальцман продал свой пакет акций United Artists.
В 1995 Альберт Брокколи передал контроль компании своим детям — Барбаре Брокколи и ее единокровному брату Майклу Г. Уилсону. Они продолжают управлять компанией по состоянию на 2015 год.

## Фильмы о Джеймсе Бонде, снятые кинокомпанией
| №  | Название                          | Оригинальное название           | Год  | Джеймс Бонд    | Режиссёр          | Бюджет       |
| -- | --------------------------------- | ------------------------------- | ---- | -------------- | ----------------- | ------------ |
| 1  | Доктор Ноу                        | Dr. No                          | 1962 | Шон Коннери    | Теренс Янг        | $1.000.000   |
| 2  | Из России с любовью               | From Russia with Love           | 1963 | Шон Коннери    | Теренс Янг        | $2.500.000   |
| 3  | Голдфингер                        | Goldfinger                      | 1964 | Шон Коннери    | Гай Хэмилтон      | $3.500.000   |
| 4  | Шаровая молния                    | Thunderball                     | 1965 | Шон Коннери    | Теренс Янг        | $11.000.000  |
| 5  | Живёшь только дважды              | You Only Live Twice             | 1967 | Шон Коннери    | Льюис Гилберт     | $9.500.000   |
| 6  | На секретной службе Её Величества | On Her Majesty’s Secret Service | 1969 | Джордж Лэзенби | Питер Р. Хант     | $7.000.000   |
| 7  | Бриллианты навсегда               | Diamonds Are Forever            | 1971 | Шон Коннери    | Гай Хэмилтон      | $7.200.000   |
| 8  | Живи и дай умереть                | Live and Let Die                | 1973 | Роджер Мур     | Гай Хэмилтон      | $7.000.000   |
| 9  | Человек с золотым пистолетом      | The Man with the Golden Gun     | 1974 | Роджер Мур     | Гай Хэмилтон      | $7.000.000   |
| 10 | Шпион, который меня любил         | The Spy Who Loved Me            | 1977 | Роджер Мур     | Льюис Гилберт     | $14.000.000  |
| 11 | Лунный гонщик                     | Moonraker                       | 1979 | Роджер Мур     | Льюис Гилберт     | $34.000.000  |
| 12 | Только для ваших глаз             | For Your Eyes Only              | 1981 | Роджер Мур     | Джон Глен         | $28.000.000  |
| 13 | Осьминожка                        | Octopussy                       | 1983 | Роджер Мур     | Джон Глен         | $27.500.000  |
| 14 | Вид на убийство                   | A View to a Kill                | 1985 | Роджер Мур     | Джон Глен         | $30.000.000  |
| 15 | Искры из глаз                     | The Living Daylights            | 1987 | Тимоти Далтон  | Джон Глен         | $40.000.000  |
| 16 | Лицензия на убийство              | Licence to Kill                 | 1989 | Тимоти Далтон  | Джон Глен         | $42.000.000  |
| 17 | Золотой глаз                      | GoldenEye                       | 1995 | Пирс Броснан   | Мартин Кэмпбелл   | $60.000.000  |
| 18 | Завтра не умрёт никогда           | Tomorrow Never Dies             | 1997 | Пирс Броснан   | Роджер Споттисвуд | $110.000.000 |
| 19 | И целого мира мало                | The World Is Not Enough         | 1999 | Пирс Броснан   | Майкл Эптед       | $135.000.000 |
| 20 | Умри, но не сейчас                | Die Another Day                 | 2002 | Пирс Броснан   | Ли Тамахори       | $142.000.000 |
| 21 | Казино «Рояль»                    | Casino Royale                   | 2006 | Дэниел Крейг   | Мартин Кэмпбелл   | $150.000.000 |
| 22 | Квант милосердия                  | Quantum of Solace               | 2008 | Дэниел Крейг   | Марк Форстер      | $200.000.000 |
| 23 | Координаты «Скайфолл»             | Skyfall                         | 2012 | Дэниел Крейг   | Сэм Мендес        | $200.000.000 |
| 24 | 007: Спектр                       | Spectre                         | 2015 | Дэниел Крейг   | Сэм Мендес        | $245.000.000 |
| 25 | Не время умирать                  | No Time To Die                  | 2021 | Дэниел Крейг   | Кэри Фукунага     | $301.000.000 |